# Costa de Marfil en los Juegos Paralímpicos de Atenas 2004
Costa de Marfil estuvo representada en los Juegos Paralímpicos de Atenas 2004 por dos deportistas masculinos. El equipo paralímpico marfileño no obtuvo ninguna medalla en estos Juegos.